# Jabukovik
Jabukovik (em cirílico: Јабуковик) é uma vila da Sérvia localizada no município de Crna Trava, pertencente ao distrito de Jablanica, na região de Vlasina. A sua população era de 47 habitantes segundo o censo de 2002.

## Demografia
| 1948 | 1953 | 1961 | 1971 | 1981 | 1991 | 2002 | 2011 |
| ---- | ---- | ---- | ---- | ---- | ---- | ---- | ---- |
| 631  | 585  | 591  | 485  | 347  | 177  | 97   | 47   |